# Северные Афины
Северные Афины (греч. Περιφερειακή Ενότητα Βορείου Τομέα Αθηνών) — одна из периферийных единиц Греции. Является региональным органом местного самоуправления и частью административного деления. По программе Калликратиса с 2011 года входит в периферию Аттика. 
Находится на северо-востоке Аттики, ограничена горами Парнисом, Пенделиконом, Имитосом и Турковунией. Включает в себя часть бывшего номархии Афин и северную часть городской агломерации Афин. Граничит с периферийными единицами Центральными Афинами и Восточной Аттикой.
Административный центр — община Кифисья.
Население Северных Афин составляет 591 680 жителей по переписи 2011 года, площадь — 138,787 квадратного километра, плотность — 4263,22 человека на квадратный километр.
Возглавляет Северные Афины антиперифериарх Йоргос Карамерос (Γιώργος Καραμέρος).

## Административно-территориальное деление
Периферийная единица Северные Афины делится на 12 общин:
| Община           | Население (2011), человек | Площадь, км² | Плотность, чел./км² |
| ---------------- | ------------------------- | ------------ | ------------------- |
| Айия-Параскеви   | 59 704                    | 7,935        | 7524,13             |
| Амарусион        | 72 333                    | 12,938       | 5590,74             |
| Врилисия         | 30 741                    | 3,856        | 7972,25             |
| Ираклион         | 49 642                    | 4,638        | 10 703,32           |
| Кифисья          | 70 600                    | 35,100       | 2011,40             |
| Ликовриси-Пефки  | 31 002                    | 4,126        | 7513,81             |
| Метаморфосис     | 29 891                    | 5,502        | 5432,75             |
| Неа-Иония        | 67 134                    | 4,421        | 15 185,25           |
| Папагос-Холаргос | 44 539                    | 7,325        | 6080,41             |
| Пендели          | 34 934                    | 36,064       | 968,67              |
| Филотеи-Психикон | 26 968                    | 6,077        | 4437,72             |
| Халандрион       | 74 192                    | 10,805       | 6866,45             |

## Транспорт
Периферийная единица обслуживается зелёной и синей ветками афинского метрополитена и афинским «Проастиакос».